# Distretto di Apongo
Il distretto di Apongo è uno dei dodici distretti della provincia di Víctor Fajardo, in Perù. Si trova nella regione di Ayacucho e si estende su una superficie di 171,58 chilometri quadrati.

Istituito il 13 maggio 1936, ha per capitale la città di Apongo; nel censimento del 2005 contava 630 abitanti.